# Oural (Sarria)
Oural (llamada oficialmente O Oural) es un lugar español situado en la parroquia de Chorente, del municipio de Sarria, en la provincia de Lugo, Galicia.

## Geografía
Se encuentra a unos 600 metros de altitud. 

## Comunicaciones
Por Oural pasa la carretera LU-546 que une Lugo y Monforte de Lemos. También bordea la localidad por el oeste el corredor CG-2.2 que realiza el mismo recorrido que la carretera anterior sin pasar por las localidades. La carretera secundaria LU-642 une Oural con A Cruz do Incio y Ferrería, en el municipio de Incio.
También pasa por Oural la línea ferroviaria León-La Coruña, que cuenta con una estación en la localidad, aunque actualmente no tiene servicio de pasajeros.

## Demografía
| Gráfica de evolución demográfica de Oural entre 2000 y 2021 |
|                                                             |
| Datos según el nomenclátor publicado por el INE.            |

## Economía
El núcleo de Oural nació a consecuencia de la apertura de la factoría de Cementos Cosmos, ya que antes no existían casas en la zona.